# 泾口乡
泾口乡是中国江西省南昌市南昌县下辖的一个乡。泾口乡位于南昌县东部偏北，面积121.3k㎡，人口67356人(2008年底)，邮编:330215。

## 行政区划
泾口乡共辖1个居委会和23个行政村，分别是：
泾口街居委会、水阁村、大浦村、大沙村、沙湖村、杨芳村、岗背村、泾口村、后房村、泥湾村、康庄村、小莲村、东岗村、北湖村、辕门村、北山村、东湖村、山头村、东莲村、东风村、东升村、东方村、东阳村、创业村。